# (2-aminoetil)fosfonat—piruvat transaminaza
(2-aminoetil)fosfonat—piruvat transaminaza (EC 2.6.1.37, (2-aminoetil)fosfonatna transaminaza, (2-aminoetil)fosfonatna aminotransferaza, (2-aminoetil)fosfonsko kiselinska aminotransferaza, 2-aminoetilfosfonat-piruvatna aminotransferaza, 2-aminoetilfosfonatna aminotransferaza, 2-aminoetilfosfonatna transaminaza, AEP transaminaza, AEPT) je enzim sa sistematskim imenom (2-aminoetil)fosfonat:piruvat aminotransferaza. Ovaj enzim katalizuje sledeću hemijsku reakciju
(2-aminoetil)fosfonat + piruvat {\displaystyle \rightleftharpoons } 2-fosfonoacetaldehid + L-alanin
Ovaj enzim je piridoksal-fosfatni protein. 2-Aminoetilarsonat može da zameni 2-aminoetilfosfonat kao supstrat.

## Literatura
- Nicholas C. Price; Lewis Stevens (1999). Fundamentals of Enzymology: The Cell and Molecular Biology of Catalytic Proteins (Third изд.). USA: Oxford University Press. ISBN 019850229X.
- Eric J. Toone (2006). Advances in Enzymology and Related Areas of Molecular Biology, Protein Evolution (Volume 75 изд.). Wiley-Interscience. ISBN 0471205036.
- Branden C; Tooze J. Introduction to Protein Structure. New York, NY: Garland Publishing. ISBN 0-8153-2305-0.
- Irwin H. Segel. Enzyme Kinetics: Behavior and Analysis of Rapid Equilibrium and Steady-State Enzyme Systems (Book 44 изд.). Wiley Classics Library. ISBN 0471303097.

## Spoljašnje veze
- 2-aminoethylphosphonate---pyruvate+transaminase на 